# Малые Бортники (деревня)
Ма́лые Бо́ртники (бел. Малыя Бортнікі) — деревня в составе Бортниковского сельсовета Бобруйского района Могилёвской области Республики Беларусь.

## Географическое положение
Находится:
- в 26 километров от Бобруйска;
- в 1 километре от административного центра сельсовета — деревни Большие Бортники

## Население
- 1999 год — 349 человека
- 2009 год — 140 человек

## Достопримечательность
- Братская могила —  Историко-культурная ценность Республики Беларусь, шифр 513Д000110.
- Храм Рождества Иоанна Предтечи